# Schraubverschluss

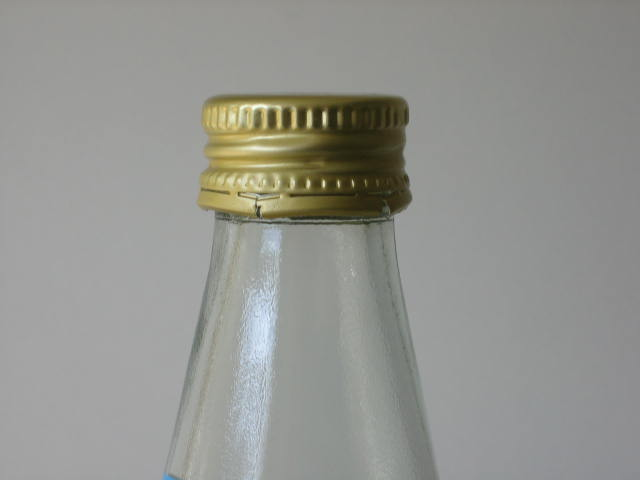
Saftflasche mit Schraubverschluss

Ein Schraubverschluss dient dazu, Behältnisse wie Tuben, Dosen, Schraubgläser, Flaschen oder Getränkekartons luftdicht zu verschließen, die hierfür mit einem Gewinde an der Öffnung versehen werden.

## Fertigung
Die Schraubverschlusskappe (umgangssprachlich auch Kapsel) besteht entweder aus elastischem Vollmaterial (z. B. PE/PP) oder aus Metall, meist Aluminium (für Flaschen) oder Stahlblech (für Schraubgläser). Das Gewinde der Kunststoffkappe entsteht bereits bei deren Herstellung.

### Dichtung
Die Dichtung besorgt eine aufgeschäumte flüssig eingetragene oder als Folie oder Formling eingesetzte Dichteinlage. Für die Einlage in Aluminiumkappen stehen verschiedene Materialien wie z. B. PE, Saranex (PVdC) oder Zinnfolie zur Verfügung. Flüssig aufgeschäumt und mit Weichmachern eingetragene Einlagen werden heute nur noch für Weithalsflaschen und Schraubgläser verwendet.

### Verschließen
Zum späteren Verschließen wird der Kunststoffverschluss auf das Gewinde des Behälters „geschraubt“. Im Gegensatz dazu wird die Metall-Schraubverschlusskappe ohne Gewinde gefertigt. Beim Verschließvorgang wird sie zunächst von oben an die Dichtfläche gepresst, danach wird das Gewinde seitlich „angerollt“, wobei quasi eine Kopie des Gewindes vom Behälter in die Kappe geformt wird.
- In Deutschland ist der MCA-Verschluss weit verbreitet. (Metal Closure Aluminium ‚Metallverschluss aus Aluminium‘)[1]
- Der BVS-Verschluss (Bague Vin Suisse) ist noch nicht genormt,[2] eine entsprechende Norm liegt als Entwurf vor.[3]

Durch das Anrollen von Aluminiumkappen auf Flaschen mit bereits beschädigtem Gewinde sowie durch falsch eingestellte Maschinen können Splitter vom Flaschenhals gelöst werden (knirscht beim Öffnen). Solche Flaschen sollten an den Händler zurückgegeben werden.

## Verschlüsse für Lebensmittelflaschen

### Schraubverschluss bei Wein

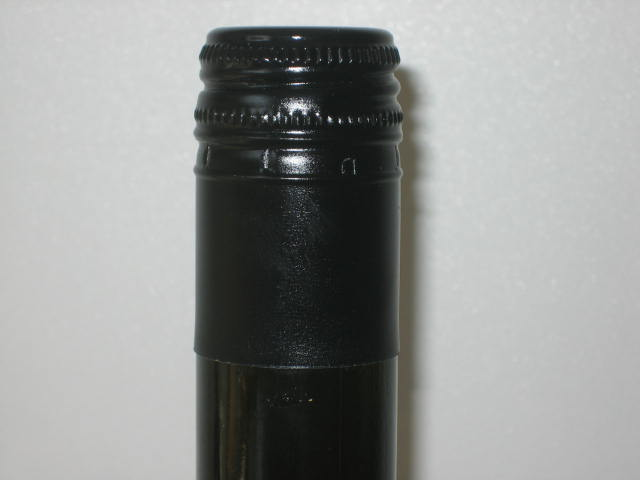
Weinflasche mit Schraubverschluss

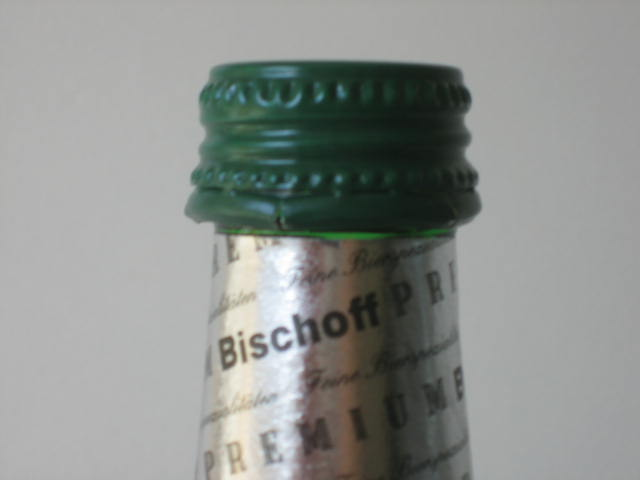
Bierflasche mit Schraubverschluss

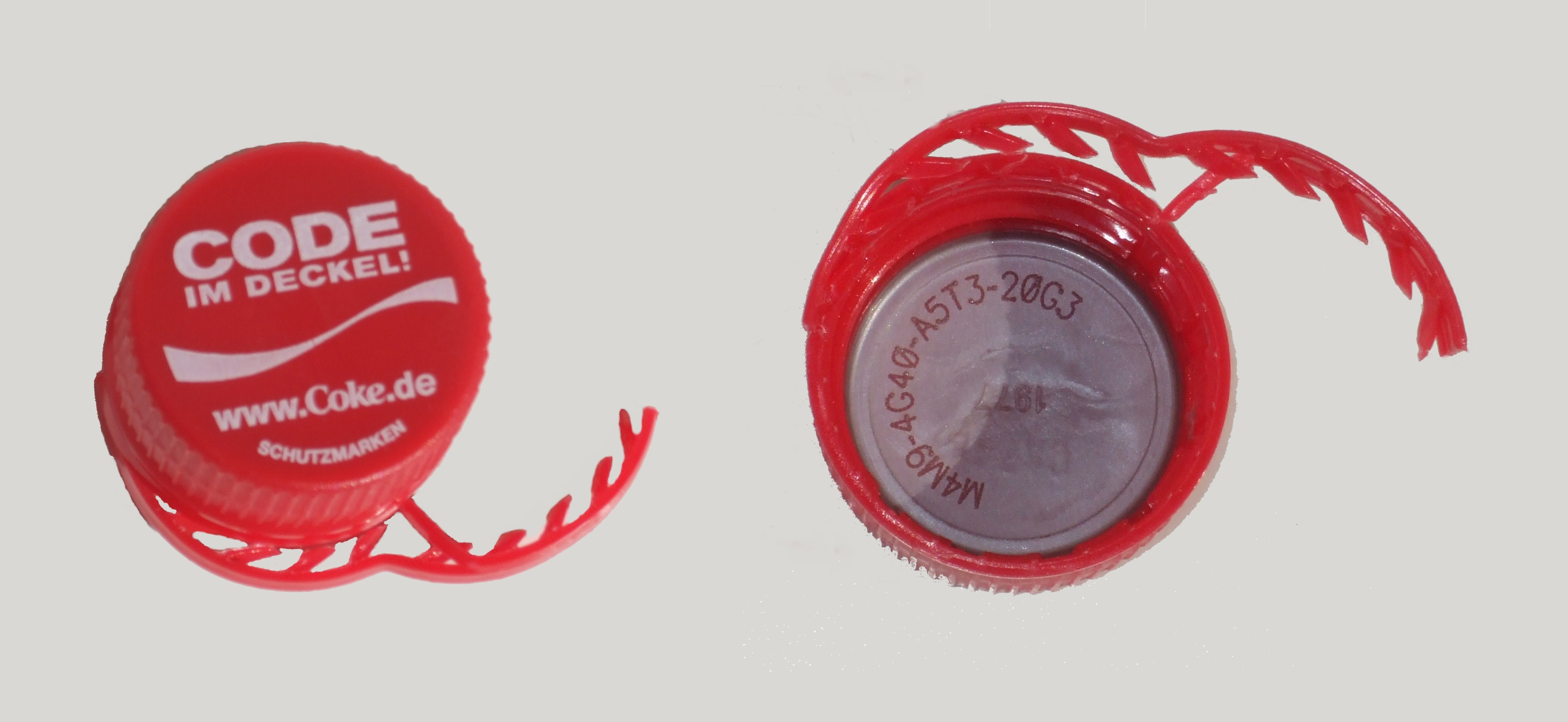
Schraubverschluss mit Frischesiegel und Coke-Fridge-Code auf der Innenseite eines Coca-Cola-Schraubverschlusses

Traditionell wurden nur einfache „Schoppenweine“ mit dem Schraubverschluss abgefüllt. Durch die Anhäufung von Korkschmeckern (wegen TCA) werden immer mehr und auch höherwertige Weine mit dem Schraubverschluss verschlossen. Im Gegensatz zum Verschluss mit Naturkorken gibt es bei der anschließenden Lagerung nur noch geringe geschmackliche Veränderungen. Die kostengünstigeren Varianten des Schraubverschlusses haben jedoch eine erhöhte Sauerstoffdurchlässigkeit und eignen sich daher nur wenig für lagerfähige höherwertige Weine.
Seit Anfang der 1970er Jahre sind die sog. Long-Cap- und Stelvin-Cap-Verschlüsse in Australien und der Schweiz im Markt eingeführt. Diese Verschlüsse haben eine Dichteinlage aus Polyvinylidenchlorid (PVdC), welches in der hochwertigen Ausführung zusätzlich mit einer aufkaschierten Zinnschicht versehen ist und eine Sauerstoffdurchlässigkeit (0,0002 bis 0,0008 cm³ O2 pro Tag) gewährleistet. Dies ist eine wichtige Voraussetzung für die Lagerung in Hinblick auf Frische und Haltbarkeit.
Mittlerweile verwendet ein großer Teil der australischen und neuseeländischen Weinindustrie Schraubverschlüsse. Auch in anderen Weinregionen der Welt wird zunehmend umgestellt. In Europa sind insbesondere die Schweiz und Deutschland Vorreiter beim Einsatz von Schraubverschlüssen für hochwertige Weine. Auch in Österreich wird seit der Jahrtausendwende ein zunehmender Anteil besonders von weißen Qualitätsweinen in Schraubverschlussflaschen abgefüllt. Einige Winzer verwenden Schraubverschlüsse parallel zu Naturkork für dieselben Weine und bieten diese alternativ an. Ein wichtiger Grund dafür ist die mangelnde Akzeptanz des Schraubverschlusses in der gehobenen Gastronomie, die zum Teil nicht auf das Öffnen der Flasche vor dem Kunden mit einem Sommeliermesser verzichten will.
Die Verwendung von Schraubverschlüssen ist Gegenstand kontroverser Diskussion. Zum Beispiel liefern in Deutschland Vergleiche von Weinen, die 25 Jahre unter Kork- oder Schraubverschluss lagerten, eine Überlegenheit des Schraubverschlusses in puncto Frische und Haltbarkeit. In Frankreich kommt ein ähnlicher Vergleich zum genauen Gegenteil.
Ein Forschungsprojekt der Forschungsanstalt Geisenheim zum Thema Kork- und Mufftonproblematik im Wein zeigt, dass diese Problematik auch bei Wein in Flaschen mit Schraubverschluss zutreffen kann.

### Schraubverschluss bei Bier
Ende der 1980er Jahre kam der wiederverschließbare Bügelverschluss für Bierflaschen wieder in Mode. Diese Alternative zum Kronkorken forderte die Brauer heraus, die Vorteile der Wiederverschließbarkeit im Hinblick auf den Komfort mit modernen, maschinengeeigneten Verschlusssystemen zu erzielen. Auch hier wurde seit Mitte der 1990er Jahre der Schraubverschluss als Standardverschluss eingeführt.

### Schraubverschluss bei Erfrischungsgetränken
Bei Limonaden-, Saft- und Mineralwasserflaschen haben sich Schraubverschlüsse aus Kunststoff etabliert. Das perforierte Frischesiegel bleibt nach dem Öffnen am Schraubverschluss abstehend hängen. Die Innenseite kann für verschiedene Sammelaktionen oder Gewinnspiele z. B. mit farbigen Knibbelbildern oder Codenummern auf dem Dichtungsgummi bedruckt werden. Mehrweg-Glasflaschen sollten immer mit Verschluss zurück zum Getränkeunternehmen, da so das recht stoßempfindliche Gewinde beim Rücktransport geschützt ist.

### Tethered Caps

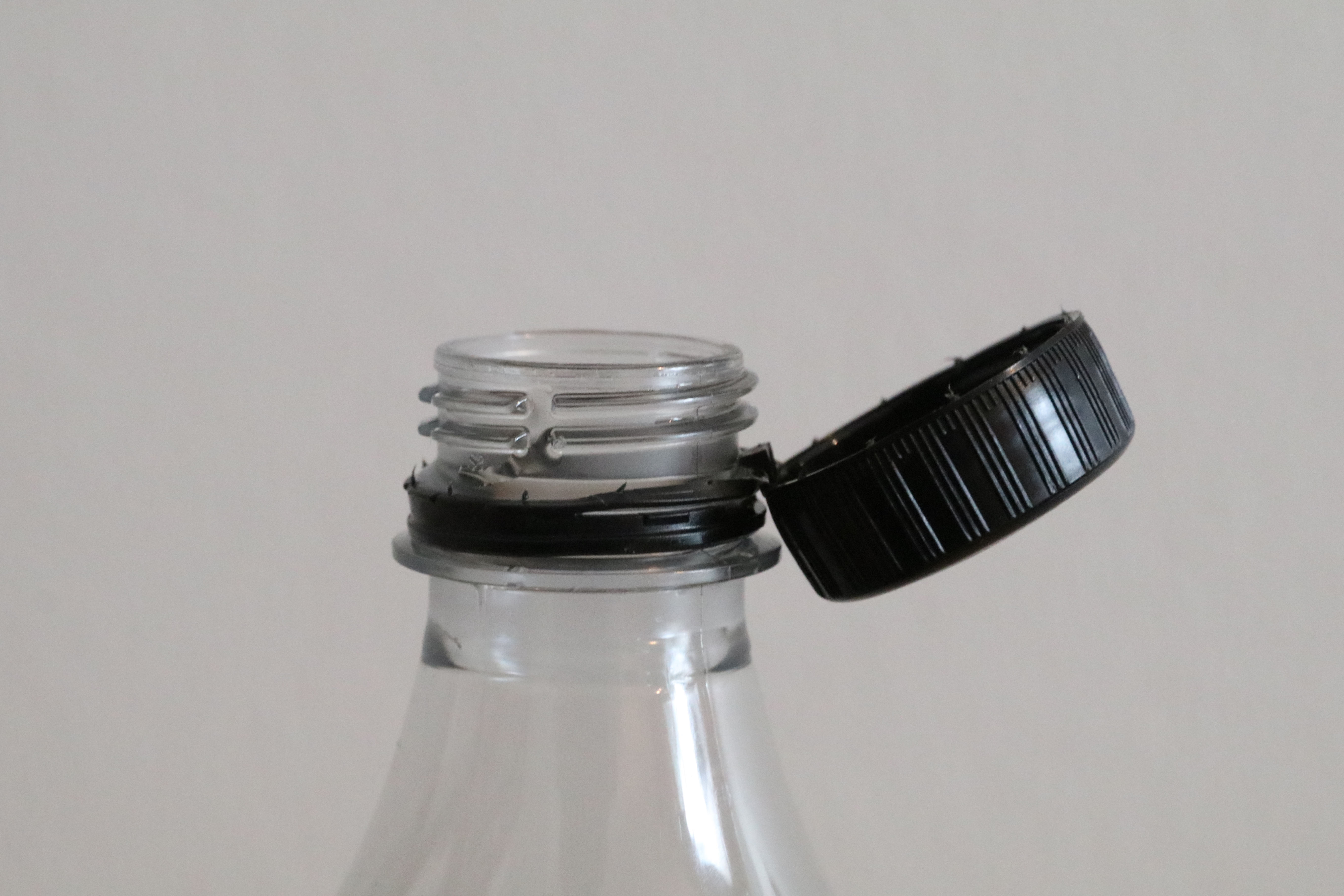
Tethered Cap, deutsch auch: Lass-mich-dran-Deckel

Bei Einwegverpackungen sind in der Getränkeindustrie seit 2021 fest mit der Verpackung verbundene aseptische Tethered-Cap-Verschlüsse (deutsch etwa: „verbundene Verschlüsse“ oder Lass-mich-dran-Deckel) im Einsatz, die der ab 2024 geltenden Richtlinie (EU) 2019/904:1–19 entsprechen. Durch die fest verbundenen Deckel soll die Umweltverschmutzung durch Kunststoffartikel vermindert werden, da Getränkeverschlüsse und -deckel aus Kunststoff zu den Einwegkunststoffartikeln gehören, die an den Stränden der Union am häufigsten als Abfall vorgefunden werden.:5 Die Umstellung der gesamten Verpackungsindustrie wurde bereits vor der Pflicht vorbereitet.

## Schraubverschluss bei Getränkekartons

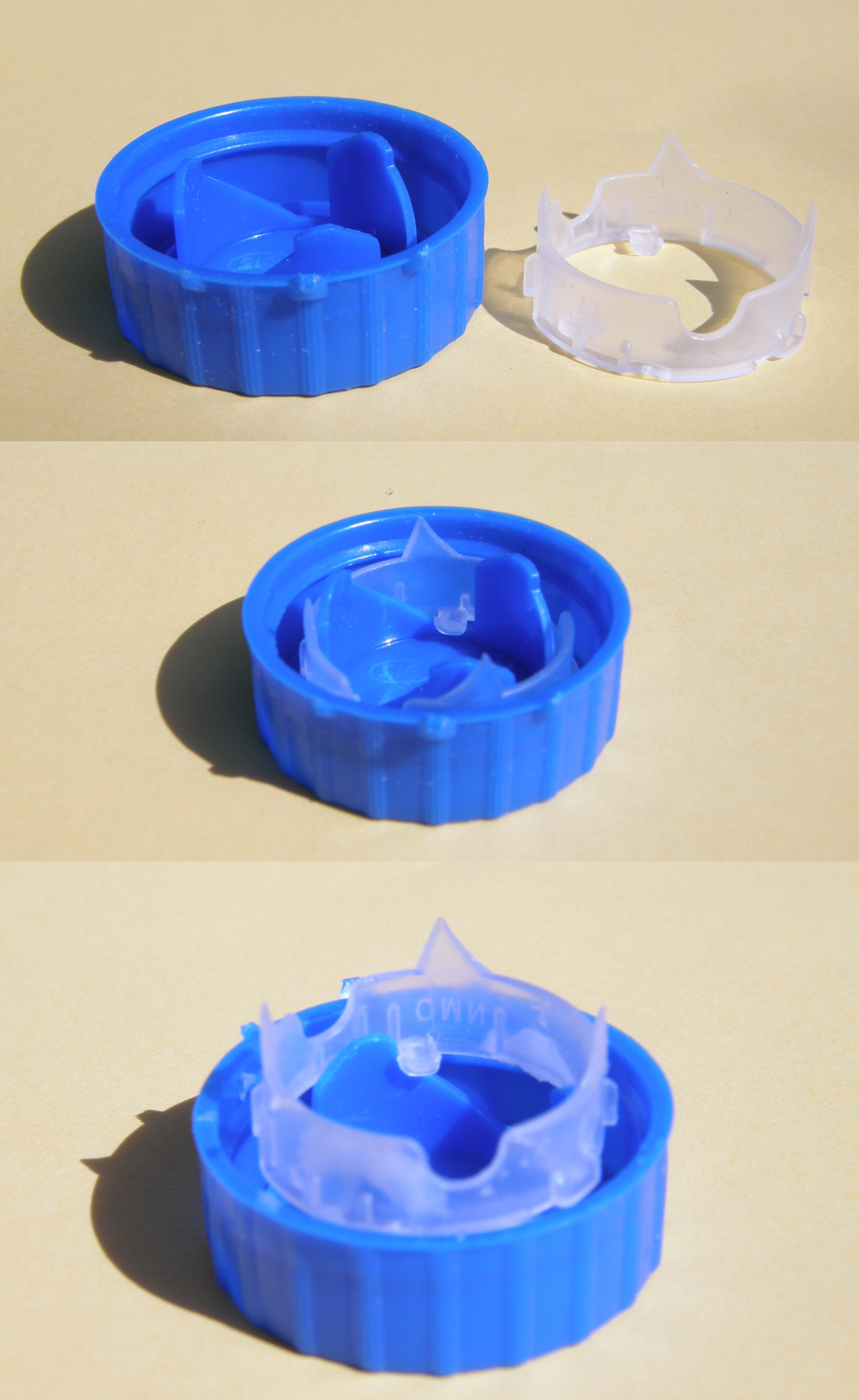
Schraubverschluss einer Milchpackung mit Schneidring

Auch bei Getränkekartons wie z. B. Tetra Paks werden Schraubverschlüsse verwendet. Mit einer Umdrehung der Schraubkappe wird das Frischesiegel durchtrennt und gleichzeitig die Frischefolie der Karton-„Decke“ durchstochen und aufgeschnitten.

## Nockendrehverschlüsse für Konservengläser

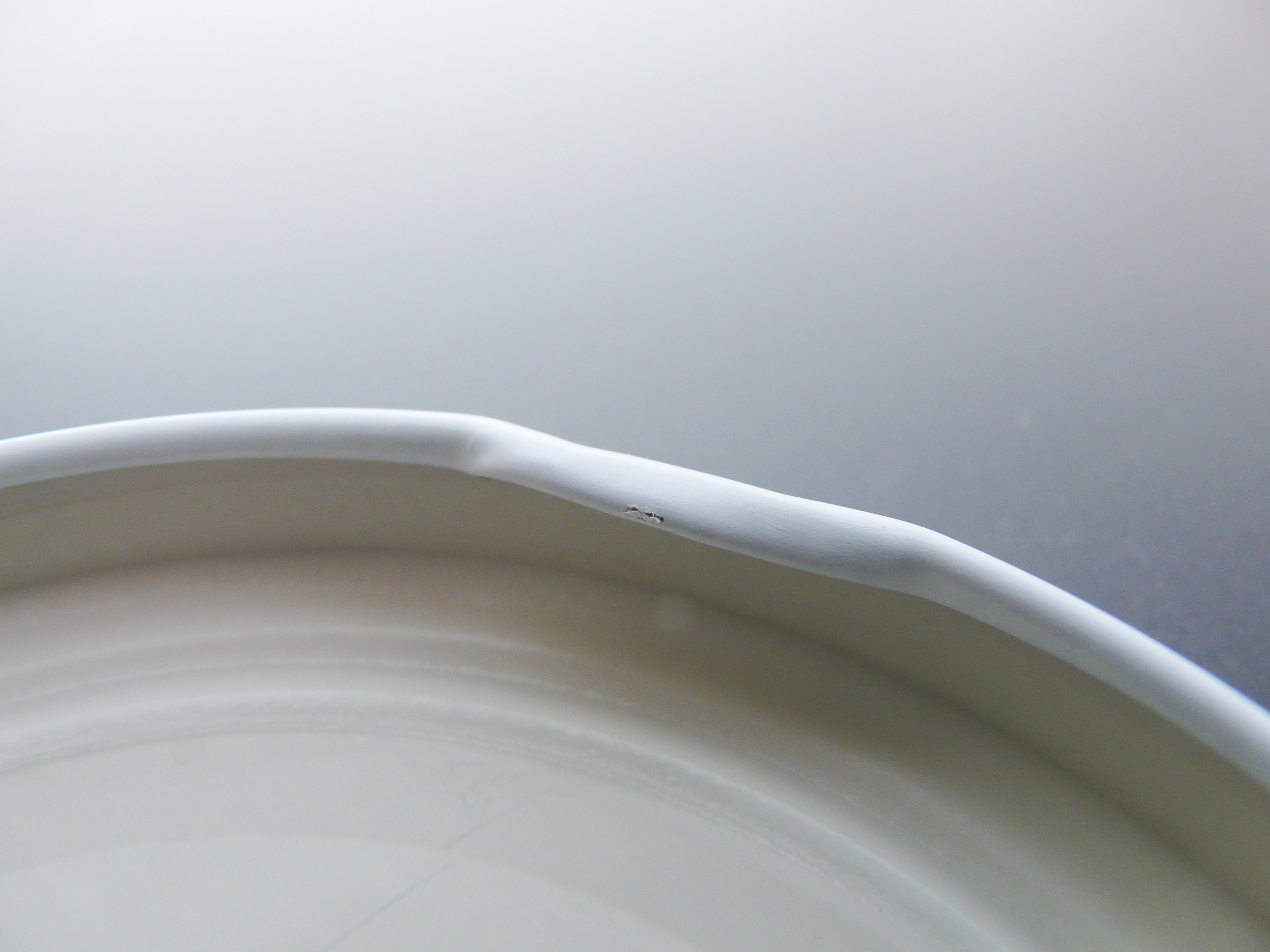
Nocken im Deckel eines Nockendrehverschlusses

Für industriell verarbeitete Konservengläser und auch Flaschen mit etwas weiterem Hals werden mehrheitlich Gläser mit Nockendrehverschluss für Nockendeckel verwendet. Nockendeckel werden nach DIN EN ISO 9100-1 bis DIN EN ISO 9100-14 ausgeführt. Dort wird jeweils je Mündungsdurchmesser ein Teilwerk der Norm veröffentlicht. Nockendeckel werden auch als Twist-Off-Schraubdeckel bezeichnet. Gegenüber Schraubdeckeln bewirken die nach dem Schließen unter Federspannung stehenden Nocken einen besonders festen Verschluss der Behältnisse. Twist-off-Deckel oder Nockendeckel werden meist aus Weißblech hergestellt und bedruckt oder lackiert. Zur Abdichtung ist im Deckel gegenüber dem Mündungsrand des Glases meist eine Kunststoffdichtmasse aus PVC aufgespritzt, die auch ESBO (epoxidiertes Sojabohnenöl) als Weichmacher enthält. Die Dichtung wird häufig als Compound bezeichnet.

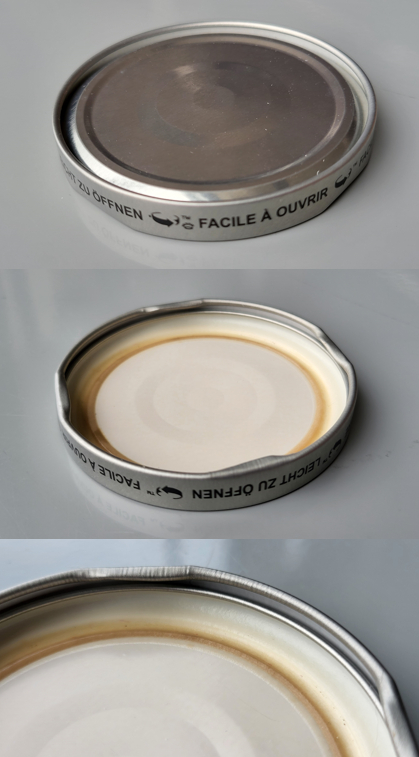
Leicht zu öffnender Deckel, weil er aus zwei Teilen besteht.

Das Öffnen eines Nockendrehverschlusses kann unter Umständen viel Muskelkraft erfordern. Diese nachteilige Eigenschaft war vermutlich die Motivation zur Entwicklung eines zweiteiligen Nockendeckels. Muss zum Öffnen des einteiligen Deckels die durch den Unterdruck im Glas stark erhöhte Reibung zwischen Abdichtung und Glasrand, sowie die Reibung zwischen Nocken und Glas gleichzeitig überwunden werden, ist dies beim zweiteiligen Deckel entkoppelt und geht deshalb leichter. Beim Drehen lösen sich zunächst die Nocken, sodass dann genügend Spielraum entsteht, um den Deckel mit der Dichtung anzuheben. Der zweiteilige Nockendeckel besteht aus einem Deckel mit Dichtung und einem Ring mit Nocken, in den er lose eingebracht ist und nicht herausfallen kann.

## Verschlüsse für Laborflaschen

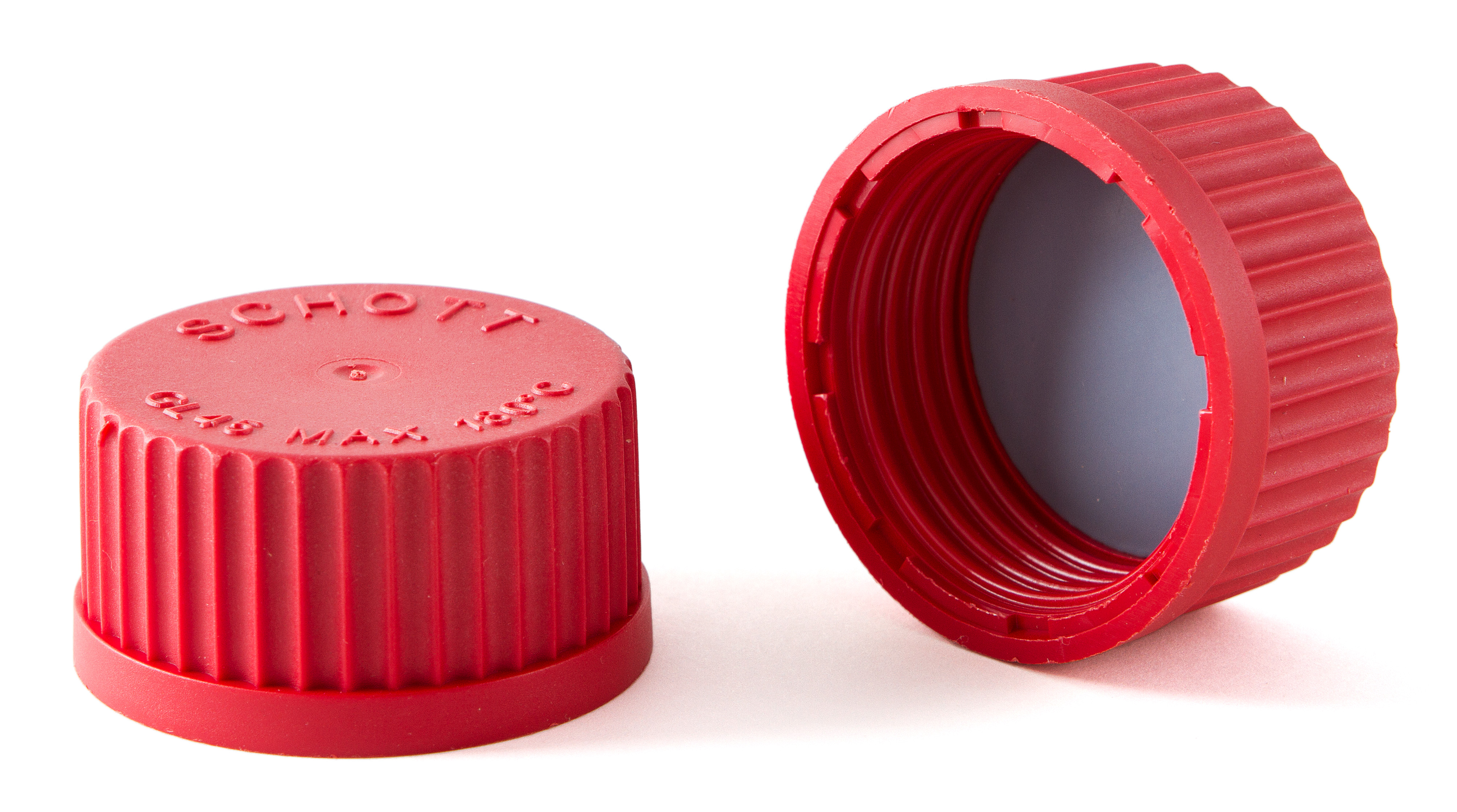
Chemikalienresistente Schraubverschlüsse

Die Gewinde von Schraubverschlüssen bei Laborflaschen werden nach den Normen DIN 168-1:1998-04 und ISO 4796-1:2000-04 ausgeführt. Die Verschlüsse besitzen teilweise spezielle Dichtungen, die weitaus chemikalienresistenter sind als das Material der Schraubverschlüsse. Als Beispiel seien Silikondichtungen genannt, auf die eine dünne PTFE-Folie aufgebracht wurde, die zum Flascheninhalt zeigt.

## Durchlässige Verschlüsse
Während die meisten Schraubverschlüsse auf Dichtheit des Deckels ausgelegt sind, gibt es auch solche mit Öffnungen im Deckel:
- Gewürzstreuer haben je nach Inhalt unterschiedlich viele Löcher und diese teilweise in verschiedenen Größen.
- Die Babyflasche besitzt einen Schraubverschluss, der einer Überwurfmutter gleicht.
- Keimsprossen werden in Gläsern angezogen, bei denen der Schraubverschluss ein Sieb enthält, welches das Ausgießen des Wassers ermöglicht, ohne jedoch die Sprossen freizugeben.
- Bei gärenden Getränken (z. B. Federweißer) wird ein sogenannter Gärverschluss verwendet, der ein Entweichen des Kohlendioxids ermöglicht.

## Verwertung
Aus PP und HDPE bestehende Schraubverschlüsse wurden von 2014 bis 2019 vom Verein Deckel drauf gesammelt und die daraus entstehenden Gewinne zur Ausrottung der Kinderlähmung genutzt.

## Bilder

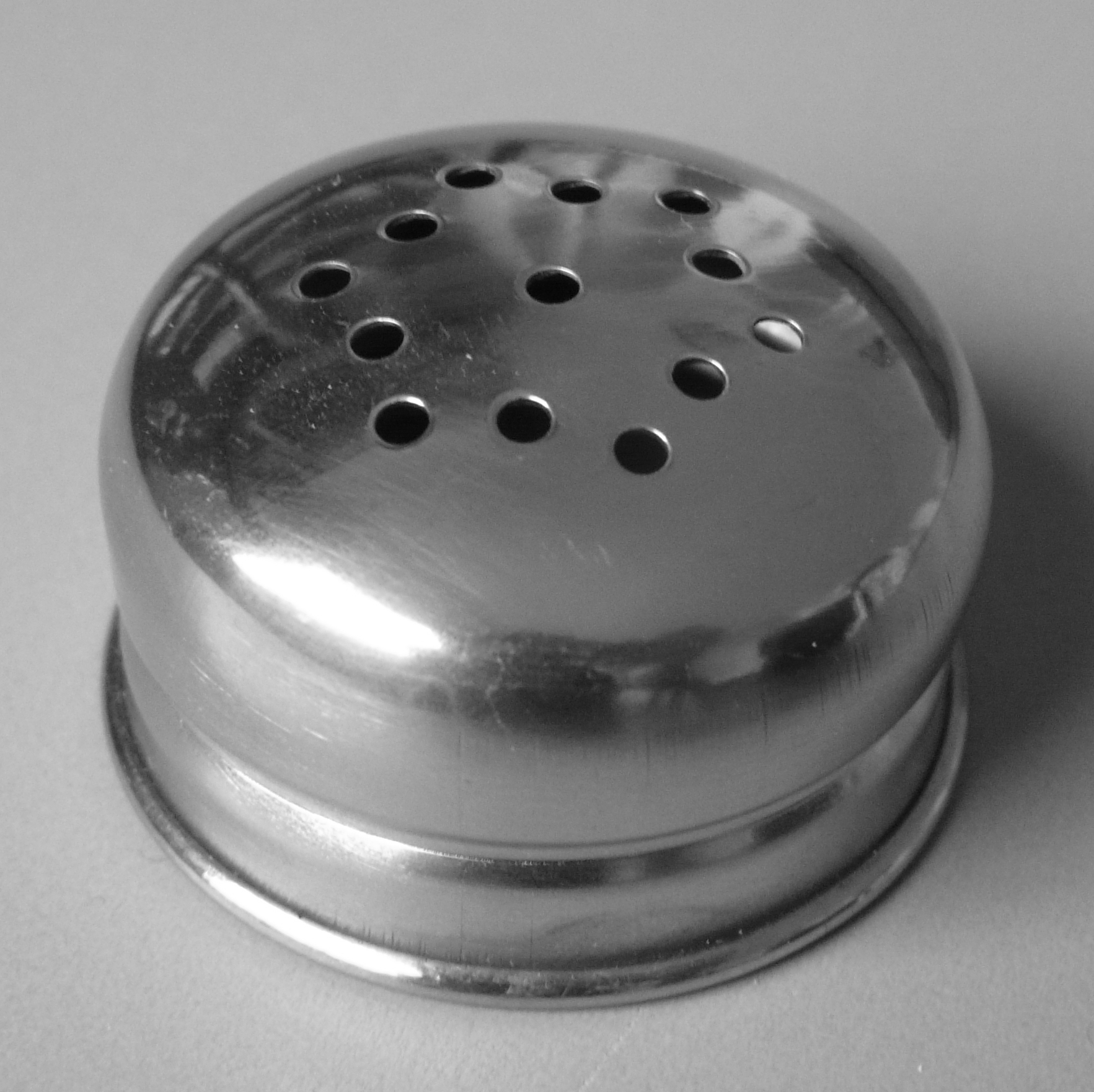
Schraubdeckel eines Salzstreuers
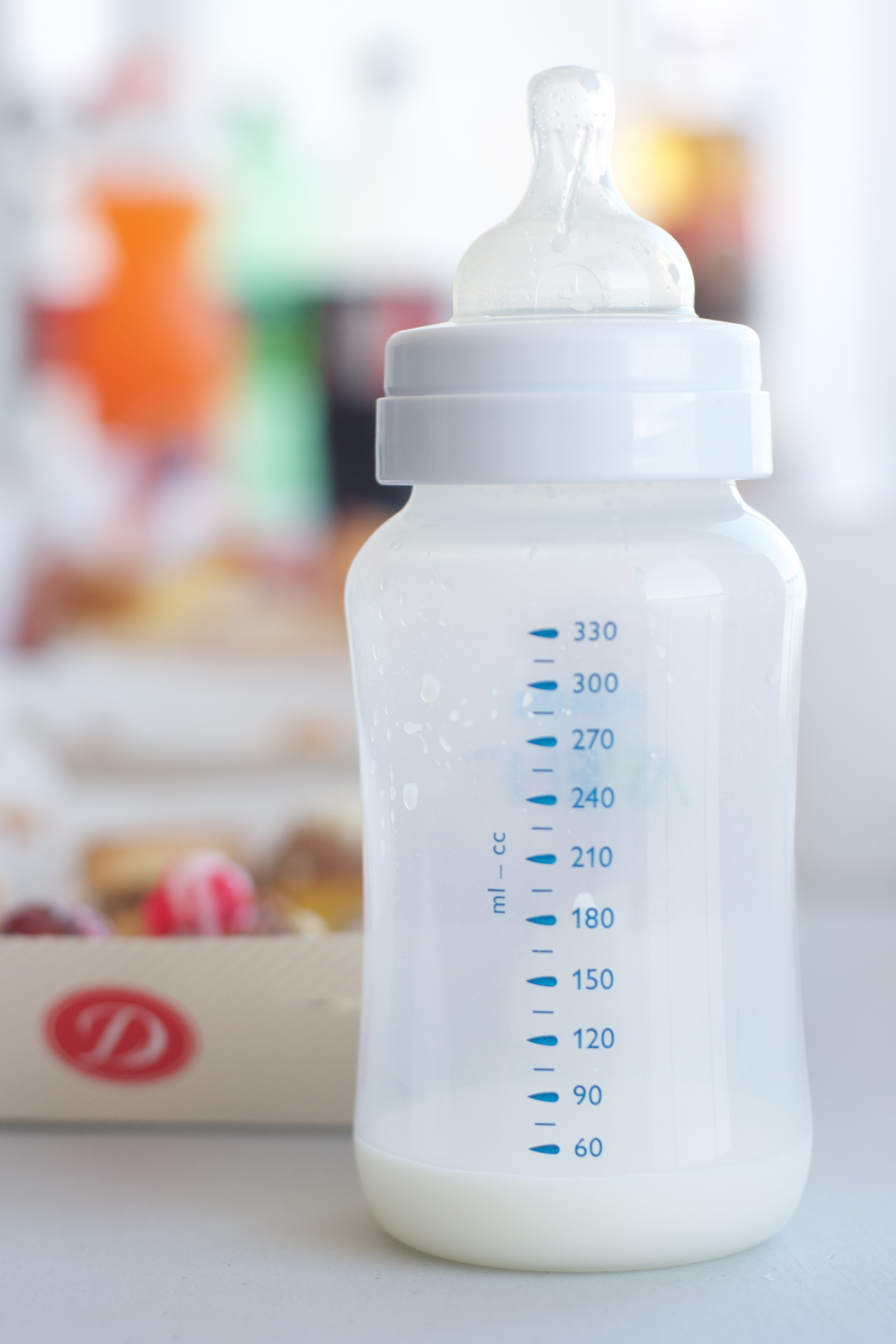
Babyflasche
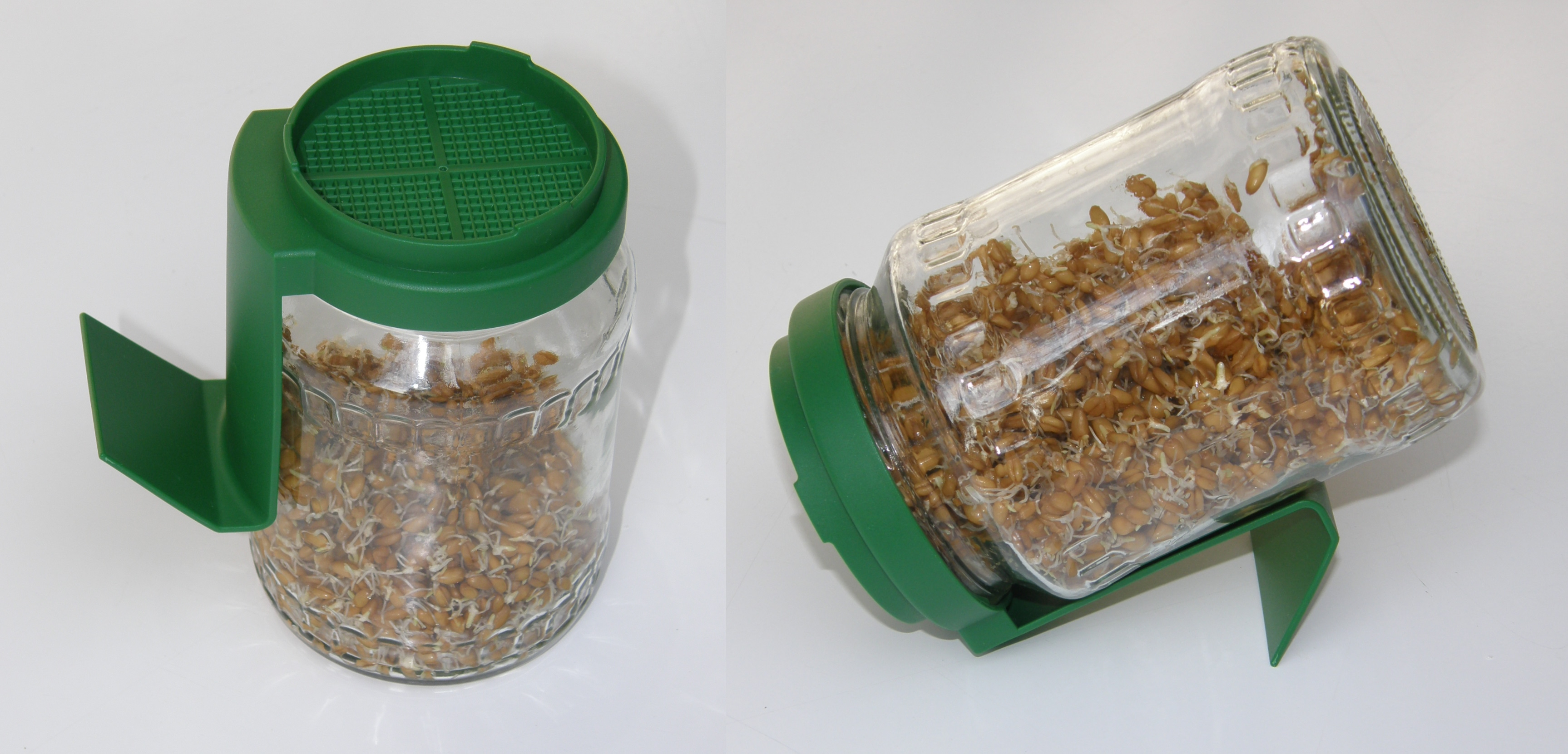
Sprossenglas mit Siebdeckel und Keimlingen
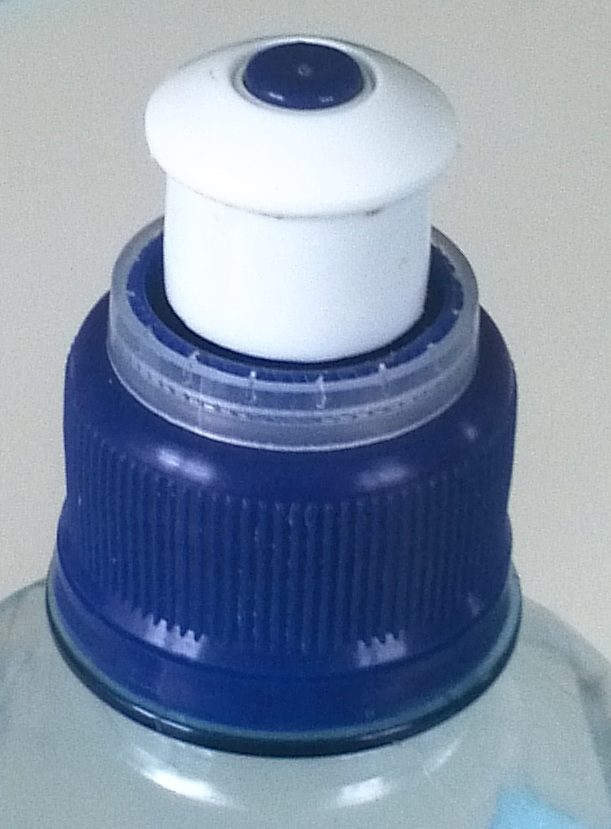
Push-Pull-Verschluss auf einer Trinkflasche
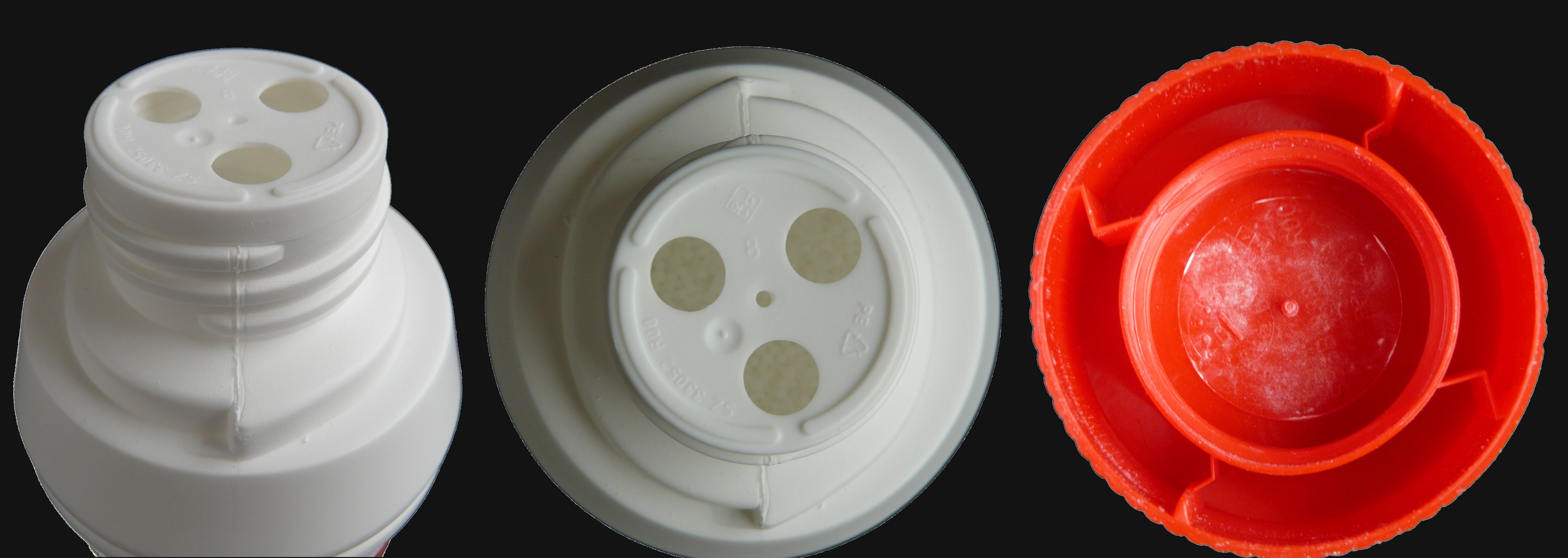
Sicherheitsverschluss: Lässt sich nur aufschrauben, wenn gleichzeitig seitlich gedrückt
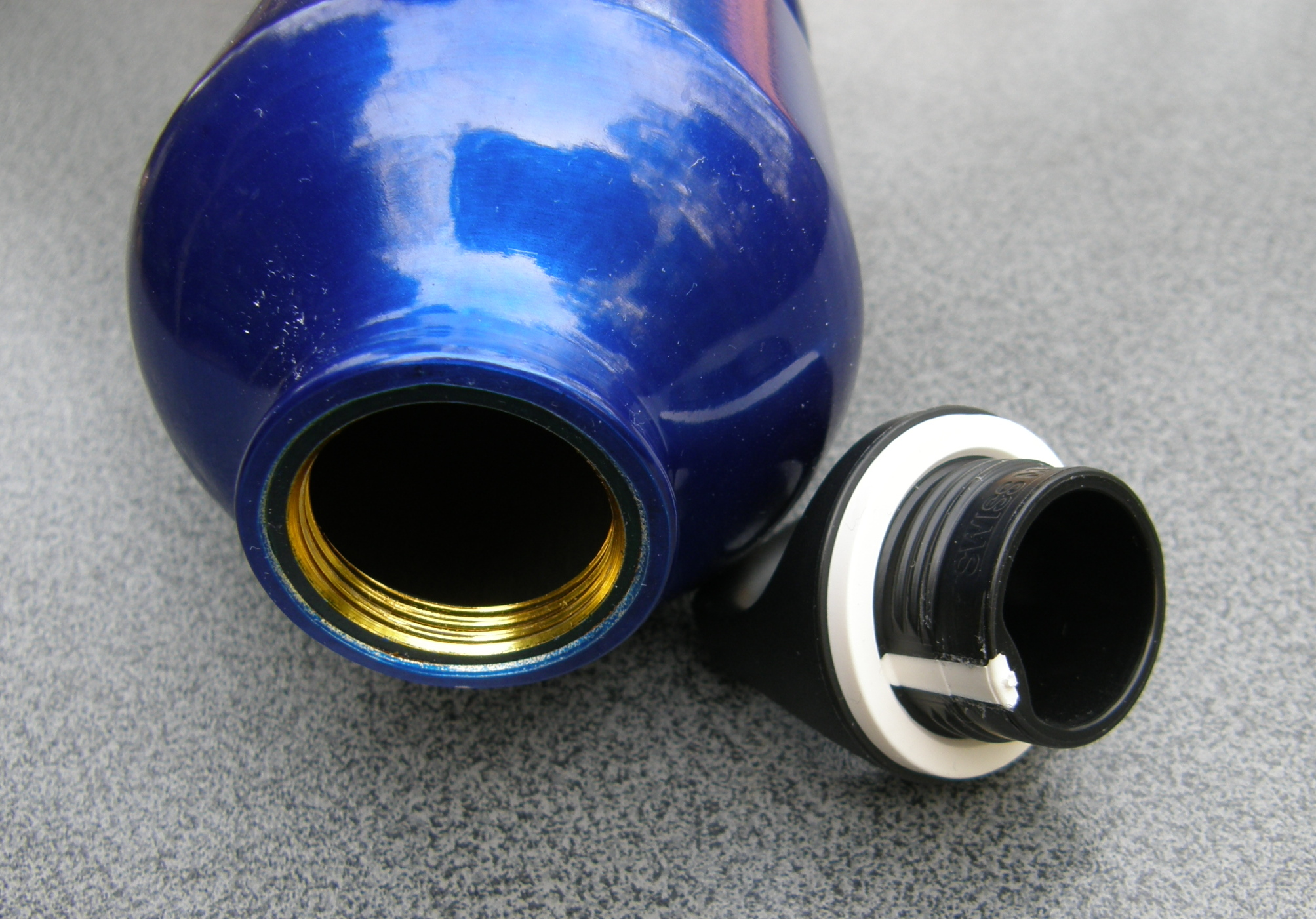
SIGG-Wanderflasche mit Außengewinde am Schraubverschluss
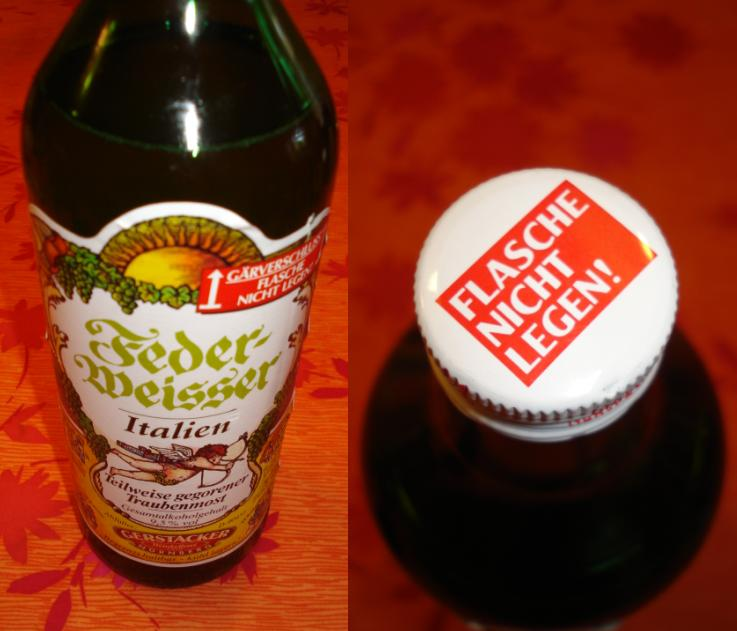
Gärverschluss bei Federweißer